# Procyon A
Procyon A is de helderste ster van de dubbelster Procyon die hij samen met Procyon B vormt. Procyon A is een geel-witte subreus en dus krachtiger dan de zon. De ster staat in het sterrenbeeld Kleine Hond.